# パジャマゲーム (映画)
『パジャマゲーム』（The Pajama Game）は、1953年のリチャード・パイク・ビゼルの小説『7½ Cents』を原作とする1954年のミュージカル『パジャマゲーム』を基にした1957年のミュージカル映画。ジョージ・アボットとスタンリー・ドーネンがプロデュースおよび監督し、主演のドリス・デイ以外はブロードウェイの出演者がほとんど続投した。ブロードウェイ・プロダクションの振付を担当したボブ・フォッシーが本作でも振付を担当した。

## あらすじ
アイオワ州シーダーラピッズにあるスリープタイト・パジャマ工場では労働組合が業界標準に合わせて時給7.5セントの賃上げを要求しており、シド・ソロークンが工場長として雇われる。工場のオーナーのハスラー氏は賃上げは必要ないと考えている。シドは工場労働者で労働組合のリーダー格のベイブ・ウィリアムズにすぐに恋に落ちる。社員ピクニックで2人はカップルとなるが、労働者たちは労働ペースを落とす計画をしており、ベイブは雇用主と労働者という立場を心配する。ベイブがわざとミシンを壊したため、シドはベイブを解雇して2人の関係は終わる。
工場の時間記録係のハインジーはガールフレンドでハスラーの秘書のグラディスの浮気を疑うことをやめられない。ハスラーの秘密を暴こうと、シドはグラディスを地元で人気の「ヘルナンドズ・ハイドアウェイ」にデートに誘う。グラディスは酔った勢いで帳簿の棚の鍵を渡す。シドはハスラーが数か月前から従業員を昇給させたことにして差額を自分のものにしていたことに気付く。シドはすぐに従業員を昇給させなければ取締役会に帳簿を提出すると脅す。
その夜の組合の会議にてストライキの話し合いのさなか、シドがハスラーを伴いやって来て、昇給が同意されたと語る。ベイブは昇給を決定させたのがシドであり、ストライキを回避しようとしていただけだと知り、ベイブはシドのもとに戻る。その後、スリープタイトの従業員たちによりファッションショーが開催され、その頃には結婚していたベイブとシドは1着のパジャマを共有して上着をベイブが、ズボンをシドが着る。

## 出演者
- ドリス・デイ as キャサリン・ウィリアムズ（愛称"ベイブ"）
- ジョン・レイト（英語版） as シド・ソロークン
- キャロル・ヘイニー（英語版） as グラディス・ホッチキス
- エディ・フォイ・ジュニア（英語版） as ヴァーノン・ハインズ（愛称ハインジー）
- リタ・ショウ（英語版） as メイベル
- テルマ・ペリシュ as メイ
- ジャック・ストウ as プレッツ
- バーバラ・ニコルズ（英語版） as "プープシー"
- ラルフ・ダン（英語版） as マイロン・ハスラー
- オウエン・マーティン as マックス
- ラルフ・チャンバーズ as チャーリー
- メアリー・スタントン as ブレンダ
- ケネス・ルロイ&バズ・ミラー(ダンス) "Steam Heat"

## 製作
原作のブロードウェイ版の主要出演者のほとんどが映画版にも出演したが、ベイブ役はジャニス・ペイジではなくドリス・デイが、プレッツ役はスタンリー・プレイガーでなくジャック・ストウが配役された。
2016年にペイジが語った所によると、ワーナー・ブラザースはできるだけ多くのブロードウェイ公演出演者を起用したかったが、主人公の1人を映画スターを配役したかった。シド役は当初フランク・シナトラにオファーされていた。もしシナトラが配信されていればペイジがベイブ役を演じるはずであった。
ちなみにシドの「"Hey There"」歌唱中に机の後ろの壁に掛けてあるカレンダーは1954年7月である。

## 使用楽曲
1. "The Pajama Game" – アンサンブル
2. "Racing With the Clock" – アンサンブル
3. "I'm Not At All In Love" – ベイブ、アンサンブル
4. "I'll Never Be Jealous Again" – ハインズ、メイベル
5. "Hey There" – シド
6. "Once-A-Year-Day" – ベイブ、シド、アンサンブル
7. "Small Talk" – ベイブ、シド
8. "There Once Was a Man" – ベイブ、シド
9. "Racing With the Clock" (reprise) – アンサンブル
10. "Steam Heat" – グラディス
11. "Hey There" (reprise) – ベイブ
12. "Hernando's Hideaway" – グラディス、アンサンブル
13. "7½ Cents" – ベイブ、プレッツ、アンサンブル

## 評価
Rotten Tomatoesにおいて91%の満足度である。
公開当初、「ニューヨーク・タイムズ」紙のボズリー・クロウサーから好意的な評価を得た。クロウサーはブロードウェイの舞台版と好意的に比較し、「映画版は舞台版と同等程度に良く、舞台版開幕からの多くのファンを満足させた。新鮮で楽しく陽気で心地よい。特にピクニックのシーンなどは舞台版より活気が感じられた」と記した。
アメリカン・フィルム・インスティチュートより以下のように認められている:
- 2004: アメリカ映画主題歌ベスト100:
  - "Hey There" – ノミネート[5]
- 2006: ミュージカル映画ベスト – ノミネート[6]